# Santa María la Alta
Santa María la Alta är en ort i Mexiko.   Den ligger i kommunen Tlacotepec de Benito Juárez och delstaten Puebla, i den sydöstra delen av landet, 180 km sydost om huvudstaden Mexico City. Santa María la Alta ligger 1 961 meter över havet och antalet invånare är 6 397.
Terrängen runt Santa María la Alta är platt åt nordost, men åt sydväst är den kuperad. Runt Santa María la Alta är det ganska glesbefolkat, med 45 invånare per kvadratkilometer. Närmaste större samhälle är San Marcos Tlacoyalco, 10,0 km nordost om Santa María la Alta. Trakten runt Santa María la Alta består i huvudsak av gräsmarker.